# Вересневі персеїди
Вересневі персеїди (SPE, також зустрічається SPR) або ε-Персеїди — слабкий метеорний потік в сузір'ї Персея з радіантом між змінними зірками β-Персея (Алголь) та ε-Персея, який можна спостерігати щороку з 5 по 17 вересня з максимумом 9 вересня. Вересневі персеїди свою назву отримали через радіант у сузір'ї Персея, але їх не слід плутати з Персеїдами, що є активним метеорним потоком, породженим кометою Свіфта-Туттля, який дає багато яскравих метеорів і котрий спостерігають в серпні.

## Історія спостережень
ε-Персеїди раніше спостерігали разом із α-Аугідами та δ-Аугідами, але в 2008 році на основі фотографічних даних було вирішено розділити δ-Аугіди на два окремі потоки.